# USS Connecticut (SSN-22)
El USS Connecticut (SSN-22) de la Armada de los Estados Unidos es el segundo submarino nuclear de la clase Seawolf. Fue colocada su quilla en 1992, fue botado en 1997 y comisionado en 1998. Es la cuarta nave en portar el nombre del quinto Estado (Connecticut) de los Estados Unidos.

## Construcción y características
Fue colocada su la quilla el 14 de septiembre de 1992 por General Dynamics Electric Boat (Groton, Connecticut); fue botado el 1 de septiembre de 1997 y asignado el 11 de diciembre de 1998.

## Historia de servicio

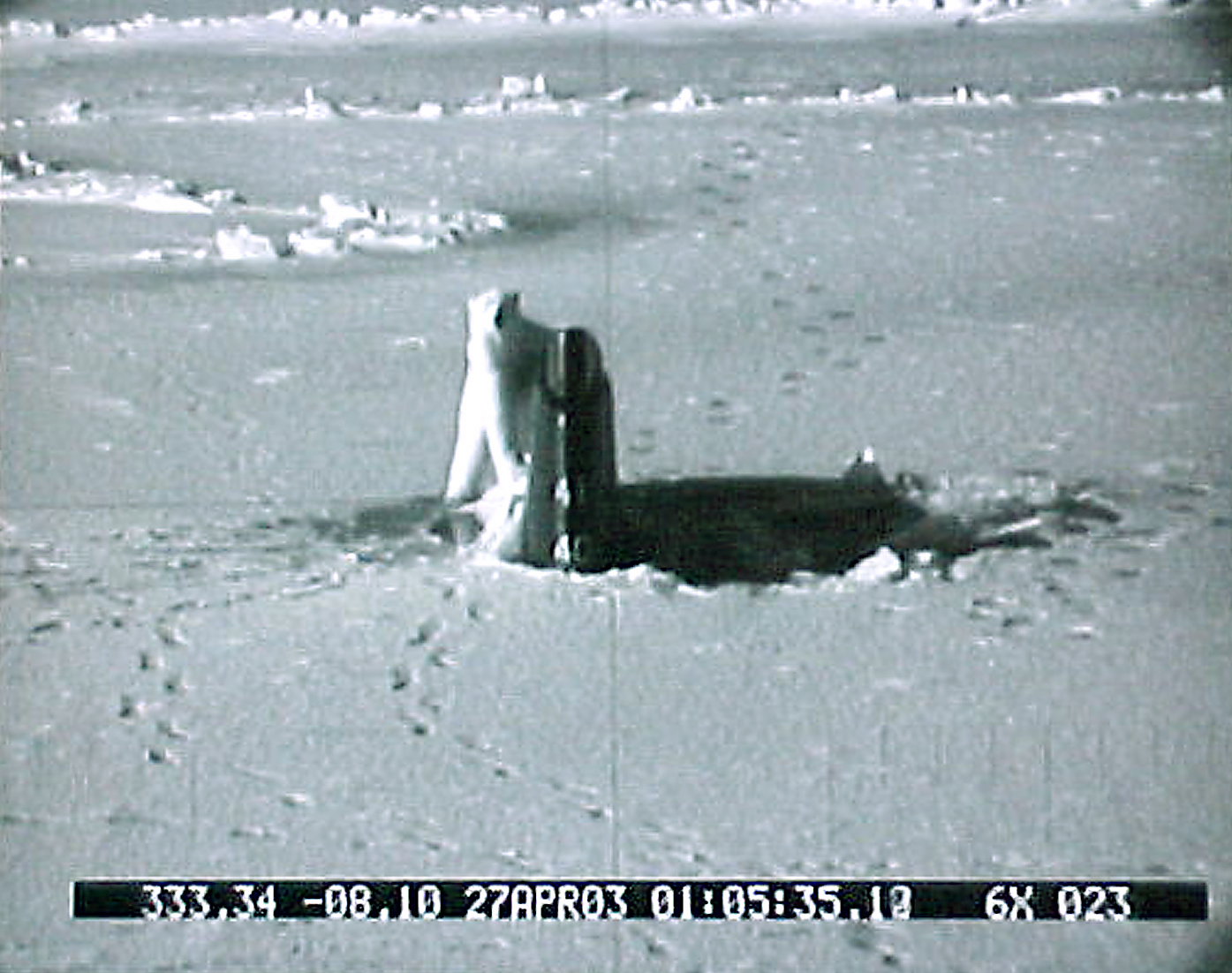
USS Connecticut (SSN-22) atacado por un oso polar

El submarino USS Connecticut participó en 2004 del grupo de ataque expedicionario del buque USS Wasp en apoyo a la guerra global contra el terrorismo. En 2007 estableció su apostadero en la Naval Base Kitsap de Bremerton, Washington.
El 2 de octubre de 2021, el USS Connecticut resultó dañado después de chocar con un monte submarino mientras maniobraba en el Mar de China Meridional. Alrededor de once marineros resultaron heridos, aunque se informó que ninguno estaba en peligro la vida, y se dijo que el sistema de propulsión del submarino y el reactor nuclear funcionaban normalmente. Después de una investigación, el oficial al mando , su oficial ejecutivo y el jefe del barco fueron relevados de sus funciones.